# Pian dell'Orso
Il Pian dell'Orso è un pianoro situato a brevissima distanza dal Passo dell'Orso (1.850 m, anche detto Colletto dell'Orso), un passo non automobilistico che collega la bassa Valle di Susa alla Val Sangone, in Piemonte.

## Caratteristiche

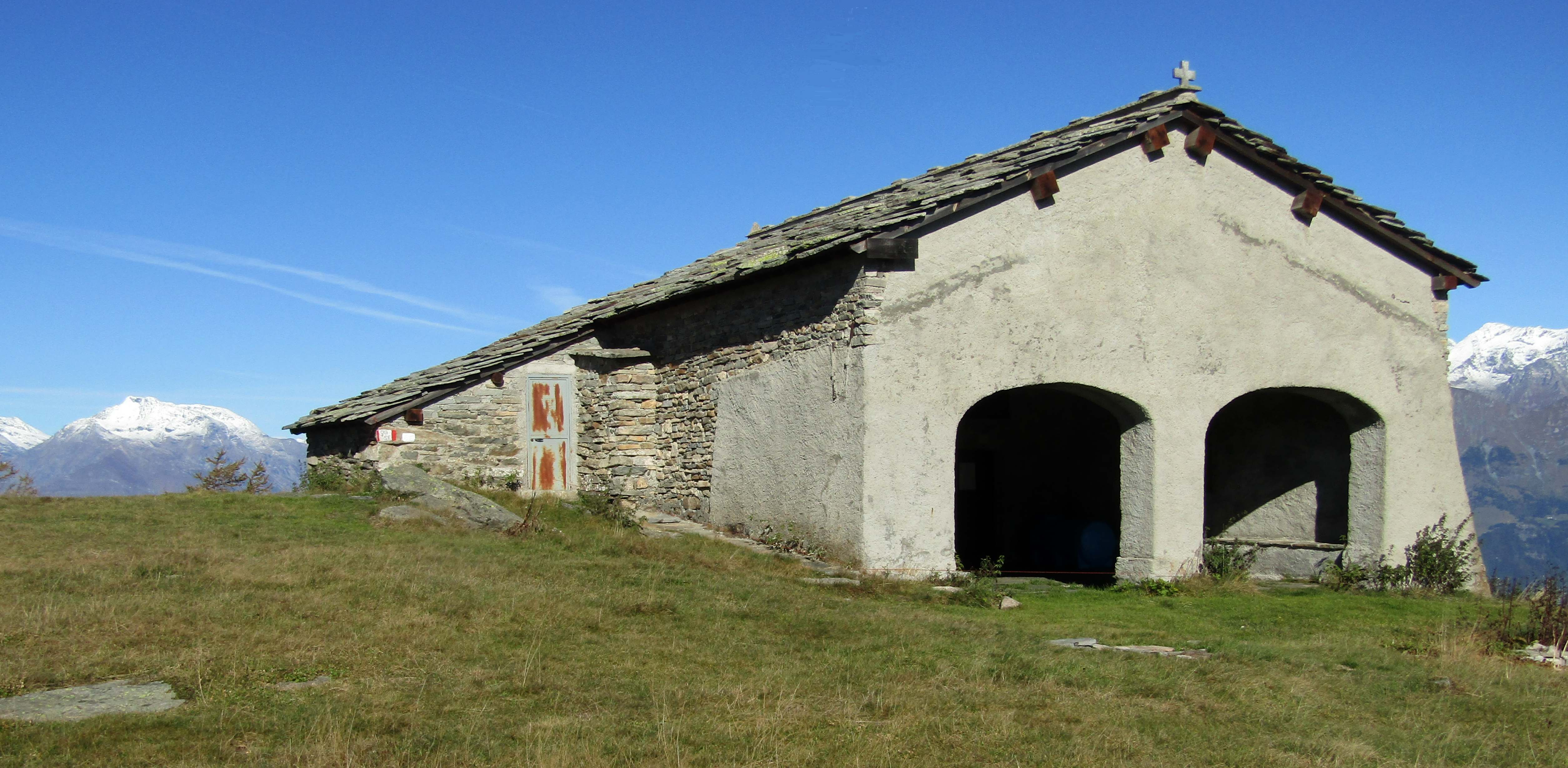
La Madonna della Neve, sullo sfondo il Giusalet

Il Pian dell'Orso è un pianoro erboso situato in comune di Villar Focchiardo a breve distanza dal confine con Coazze. Appena a nord è situato un valico (chiamato Passo dell'Orso nella cartografia IGM), collocato lungo lo spartiacque tra la bassa Val Susa e la Val Sangone, sul lato settentrionale della valle del Sangonetto (Val Sangone). Poco ad est del punto di valico si trova la Punta dell'Orso, mentre verso ovest lo spartiacque prosegue con il Monte Salancia. Secondo la classificazione orografica SOIUSA il colle è situato nelle Alpi Cozie, Sottosezione Alpi del Monginevro, nel Gruppo dell'Orsiera. Nel pianoro, in posizione panoramica, sorge una chiesetta dedicata alla Madonna della Neve; sono inoltre presenti una fontana ed alcuni tavoli da picnic.

## Escursionismo

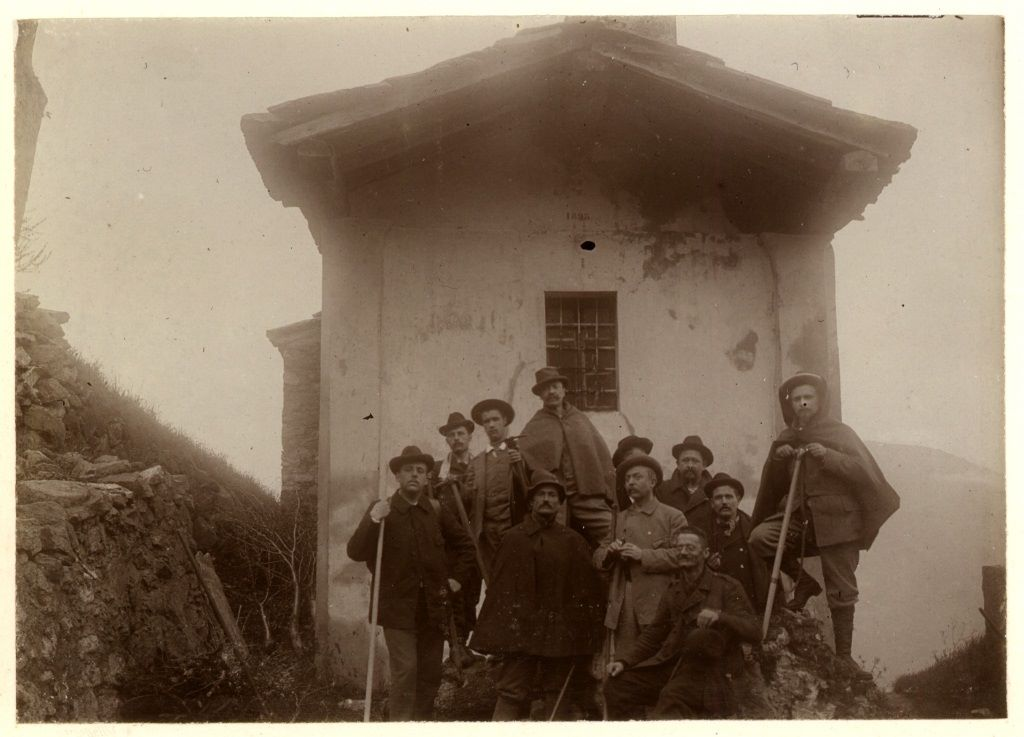
Gita sociale al Pian dell'Orso, inizio XX secolo (foto M.Gabinio)

Il valico si può raggiungere per sentiero da Tonda, una frazione di Coazze, oppure da alcuni alpeggi in comune di Villar Focchiardo, come il Casotto Fumavecchia. Per il colle transita anche il Sentiero dei Franchi.

## Protezione della natura

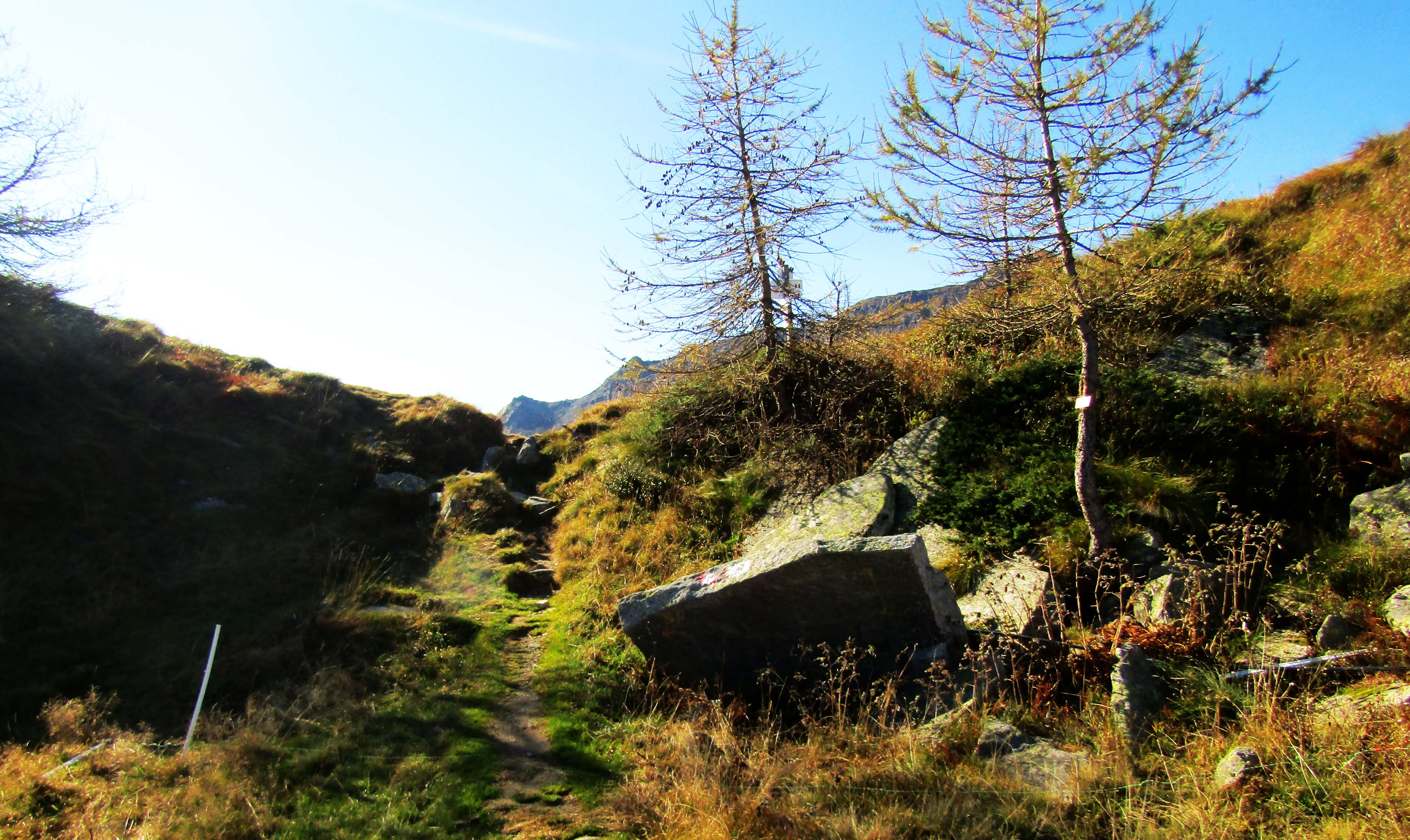
Il punto di valico

Il Pian dell'Orso si trova all'interno del Parco naturale Orsiera - Rocciavrè.